# Мървин Лерой
Мървин Лерой (на английски: Mervyn LeRoy) е американски режисьор и продуцент. 

## Биография
Мървин Лерой е роден на 15 октомври 1900 година в Сан Франциско, Калифорния. Той е единствено дете на Една (по баща Армър) и Хари Лерой, заможен собственик на универсален магазин. Семействата на двамата му родители се били асимилирали напълно, живеейки в района на залива в продължение на няколко поколения. Лерой описва роднините си като „на първо място санфранцисканци, на второ място американци, на трето евреи.“  Майката на Мървин е чест посетител на най-добрите водевилни зали в Сан Франциско „Orpheum“ и „Alcazar“, често общува с персонала на театъра. Тя урежда шестгодишния Мървин Лерой да играе като индианец в постановката от 1906 г. на „The Squaw Man“. Лерой приписва ранния си интерес към водевила на „очарованието на майка ми към него“ и 'на братовчедите си Джеси Л. Ласки и Бланш Ласки. 
Родителите на Лерой внезапно се разделят през 1905 г. по причини, които не са му разкрити. Те никога не се събират отново и баща му Хари отглежда Лерой като самотен родител. Майка му се премества в Оукланд, Калифорния с Пърси Тийпъл, туристически агент и бивш журналист, който по-късно ще стане втори баща на Лерой след смъртта на Хари Лерой през 1916 г. Лерой посещава майка си като дете, гледайки на нея повече като на „баба и дядо или любима леля“. 
Земетресението и пожарът в Сан Франциско през 1906 г. опустошават града, когато Лерой е на пет години и половина. Той спи в леглото си на втория етаж, когато земетресението ударя рано сутринта, причинявайки срутването на къщата. Нито Лерой, нито баща му претърпяват сериозни физически наранявания. Вносно-износният магазин на баща му е напълно унищожен. Следващите шест месеца, сведени до почти безпаричие, той и баща му живеят като разселени лица в управлявания от военните палатков град на Президио. По-големият Лерой получава работа като продавач в „Heinz Pickle Company“ , но бизнес загубите му го обезсърчават. Младият Лерой излизи от травматичното събитие с чувство на гордост, че е оцелял след изпитанието и го смята за случайно: „Голямото нещо в живота ми беше земетресението... то промени живота ми, преди да разбера, че имам едно“. 
На дванадесетгодишна възраст, с малко перспективи да придобие официално образование и финансовото затруднен на баща му, Мървин става разносвач на вестници и печели първите си пари. Баща му го подкрепя в това начинание.[17] Мървин разнасяше вестници на емблематични места, включително Чайнатаун, квартала на червените фенери на брега на Барбъри и Рибарския кей, където той получава образование за реалностите на живота в града. 

### Кариера
Мървин Лерой започва да работи като дизайнер на костюми, асистент-оператор, а след това участва в неми филми като сценарист и актьор. През 1927 г. той дебютира като режисьор с филма „Нямам къде да отида“.
Лерой е един от двамата велики практикуващи икономична и ефективна филмова режисура в студиата на Warner Brothers през 1930-те години, другият е Майкъл Къртис. Най-аплодираните филми на Лерой от престоя му в Уорнър Брос включват „Малкият Цезар“ (1931), „Аз съм беглец от верижна банда“ (1932), „Златотърсачи от 1933 година“ (1933) и „Те няма да забравят“ (1937). 
Лерой напуска Уорнър и се премества в студиото Метро-Голдуин-Майер през 1939 г., за да работи едновременно като режисьор и продуцент. Може би най-забележителното му постижение като продуцент е класиката от 1939 г. „Магьосникът от Оз“. 
Благодарение на Лерой актьори като Кларк Гейбъл, Лорета Йънг, Робърт Мичъм и Лана Търнър стават известни.
На 8 февруари 1960 г. той получава звезда на Холивудската алея на славата за приноса си към филмовата индустрия. .

### Персонален живот
Мървин Лерой се жени три пъти и има много връзки с холивудски актриси. Той се жени за Една Мърфи през 1927 г., разведат се през 1932 г. По време на раздялата им Лерой излиза с Джинджър Роджърс, но те прекратяват връзката си и остават приятели за цял живот. През 1934 г. той се жени за Дорис Уорнър, дъщеря на основателя на Warner Bros., Хари Уорнър. Двойката има един син Уорнър Лерой и една дъщеря Линда Лерой Янклоу, която е омъжена за Мортън Л. Янклоу.  Синът му Уорнър Лирой става ресторантьор. Бракът завършва с развод през 1942 г. През 1946 г. той се жени за Кетрин „Кити“ Прийст Ранд, която преди това е била омъжена за Сидни М. Шпигел (съосновател на „Essaness Theaters“ и внук на Джоузеф Шпигел) и на ресторантьора Ърни Байфийлд  Те остават женени до смъртта му. Лерой продава своя  дом в Бел Еър, Лос Анджелис на Джони Карсън. 

### Смърт
Мървин Лерой е прикован на легло в продължение на шест месеца, почива от сърдечни проблеми, усложнени от болестта на Алцхаймер на 13 септември 1987 г., на 86-годишна възраст в Бевърли Хилс, Калифорния. Той е погребан в гробището Мемориален парк Форест лоун в Глендейл, Калифорния. 

## Избрана филмография
| Година | Филм      | Оригинално заглавие |
| ------ | --------- | ------------------- |
| 1951   | Quo Vadis | Quo Vadis           |